# Jours de haine
Pour plus de détails, voir Fiche technique et Distribution.
Jours de haine (titre original espagnol : Días de odio) est un film argentin réalisé par Leopoldo Torre Nilsson d'après un conte, Emma Zunz (es), écrit par Jorge Luis Borges et sorti en 1954.

## Synopsis
Emma Zunz est employée dans l'usine textile où son père, autrefois caissier, fut contraint de fuir sous la fausse accusation de détournement de fonds. Lorsqu'elle apprend que celui-ci s'est suicidé, elle met au point un stratagème diabolique afin de venger sa mémoire…

## Fiche technique
- Titre du film : Jours de haine
- Titre original : Días de odio
- Réalisation : Leopoldo Torre Nilsson
- Scénario : L. Torre Nilsson, Jorge Luis Borges, d'après son conte Emma Zunz, paru en 1948[1].
- Photographie : Enrique Wallfisch - Noir et blanc
- Musique : José Rodríguez Faure
- Son : Germán Zulem
- Montage : Rosalino Caterbeti
- Production : SIFA (Sociedad Independiente Filmadora Argentina), Armando Bo
- Pays d'origine :  Argentine
- Langue originale : Espagnol
- Durée : 70 minutes
- Date de sortie : 3 juin 1954

## Distribution
- Elisa Galvé : Emma Zunz
- Nicolás Fregues (es) : Plesner
- Raúl del Valle : le matelot
- Enrique de Pedro : le père
- Duilio Marzio : le jeune
- Virginia Romay (es) : la mère d'Emma
- Héctor Bianciotti

## Commentaire
Dès 1948, année de la parution d' Emma Zunz de Jorge Luis Borges, Torre Nilsson manifesta le désir de l'adapter à l'écran. 
À la lecture de ce conte extraordinairement bref, on saisit, à quel point, l'héroïne offre de particularités psychologiques de nature à provoquer intérêt et fascination de la part du réalisateur argentin. Emma Zunz pourrait être l'archétype de ces adolescentes « marquées par la sinistre comédie de l'éducation bourgeoise » rigoriste : prototype féminin observé, creusé et approfondi dans l'œuvre à venir de Torre Nilsson, accomplie sous le sceau littéraire de Beatriz Guido (es).
À dire vrai, Emma Zunz, « étrange protagoniste au comportement caractéristique des spéculations déductives et des fictions complexes chères à Borges », cette Emma capable de préméditer et d'exécuter une vengeance parfaite, s'élargit, grâce à Torre Nilsson, d'une dimension intérieure et sociale, à peine suggérée chez l'écrivain. Contraint, sous l'empire de la nécessité et des recommandations du producteur, Armando Bo, de développer son film jusqu'au long métrage, Torre Nilsson bâtit alors « l'histoire d'une solitude en conflit avec son milieu. Une histoire bien plus ancienne, mais peut-être plus riche et plus expressive. L'histoire, en quelque sorte, de toutes les solitudes, de toutes les haines, de toutes les vengeances. ».
Or, de tout cela, Borges, associé cependant à l'écriture du scénario, n'en fut point satisfait. « L'histoire se chargea d'un argument de type sentimental qui ne cadrait pas avec la dureté des faits décrits par mon récit », dit-il principalement. Enfin, ajouta-t-il, « mon œuvre était si condensée qu'il aurait fallu raisonnablement faire un film en trois épisodes » et Borges émit le vœu que l'on ajoute deux autres contes, respectivement écrits par Silvina Ocampo et Adolfo Bioy Casares.
On doit, néanmoins, admettre qu'en maints endroits l'Emma criminelle de Borges puisse susciter chez Torre Nilsson plus qu'une attirance. Nous y découvrons une jeune femme de dix-neuf ans à qui les hommes inspirent encore une « terreur pathologique » Une Emma qui, tout en se donnant à un marin scandinave, juge que « son père avait fait à sa mère la chose horrible qu'on lui faisait à présent. » Jusqu'au cruel dénouement final, celui du meurtre de Loewenthal/Plesner, expliquée par la thèse invraisemblable de tentative de viol et d'assassinat en état de légitime défense : « L'histoire était incroyable, en effet, mais elle s'imposa à tout le monde, car en substance elle était vraie. Sincère était le ton d'Emma Zunz, sincère sa peine, sincère sa haine. Authentique aussi était l'outrage qu'elle avait subi [...] ».
Véritable premier film de Leopoldo Torre Nilsson, Días de odio a, selon, Marcel Oms, « les défauts traditionnels des réalisations de débutants cultivés. » Il cite, à ce titre, Tomas Eloy Martínez, auteur d'un ouvrage sur le réalisateur argentin, qui écrit notamment : « Le metteur en scène a essayé de réduire au minimum les dialogues et de suivre l'évolution de l'histoire à travers un commentaire off par Emma elle-même. [...] Pour suggérer son affrontement au contexte, il montra l'héroïne constamment seule et greffa autour d'elle quelques touches sociales élaborées avec l'idée d'aérer l'intrigue [...] sans que ces deux forces parvinssent à se compléter mutuellement. » Le réalisateur confie lui-même : « C'est le premier film où j'affronte seul la responsabilité totale... [...] Je découvre alors comment un grand nombre de situations peuvent être affaiblies par une mauvaise interprétation et combien je manquais de métier pour parvenir à une bonne entente entre metteur en scène, personnage et acteur. »